# Андорно Мика
Андо̀рно Мѝка (на италиански: Andorno Micca; на пиемонтски: Andorn, Андорн) е малко градче и община в Северна Италия, провинция Биела, регион Пиемонт. Разположено е на 544 m надморска височина. Населението на общината е 3407 души (към 2011 г.).